# مارک ووت
مارک ووت (نائورویی: Mark Wotte؛ زادهٔ ۱۶ دسامبر ۱۹۶۰) یک مربی فوتبال اهل هلند است.

## باشگاهی
از باشگاه‌هایی که در آن بازی کرده‌است می‌توان به فاینورد و دن هاگ اشاره کرد.